# Uターン (映画)
『Uターン』（U Turn）は、1997年にアメリカで公開されたサスペンス映画。監督はオリヴァー・ストーン。ある田舎町を訪れたよそ者の男が、そこの住民達に振り回され遂には殺し合いの愛憎劇に巻き込まていく様子をユーモアを交えて描く。
出演はショーン・ペン、ジェニファー・ロペス、ニック・ノルティ、ビリー・ボブ・ソーントン、ホアキン・フェニックスらである。音楽はエンニオ・モリコーネが作曲した。

## ストーリー
マフィアからの借金を返済するためベガスへと愛車を走らせていたボビー（ショーン・ペン）だったが、車が故障しある砂漠の町スペリアを訪れる。彼はそこでエキゾチックな美女グレース（ジェニファー・ロペス）に出会い彼女を口説くも、肝心な所で彼女の夫ジェイク（ニック・ノルティ）が現れ殴られるはめとなる。
だがその後ジェイクが、浮気性のグレースを殺してくれたら報酬をやるという話を突然持ちかけてくる。ボビーはそれを冗談だと思って一笑に付し、その場は別れた二人だった。
しかし立ち寄った売店でタイミング悪く強盗に出くわし、ボビーは借金の返済のために用意していた金を失ってしまった。
金の工面に悩むも、人を食った態度の修理屋、やたらと喧嘩をしたがるヤンキーら、奇抜な住民達によって次々と引き起こされる災難に憔悴しきったボビーはなんとしてでもこの町を出ようと試みるが、手元にはもはやバス代すら残っていなかった。
途方に暮れる中、彼はジェイクの提案を思い出す。

## キャスト
※括弧内は日本語吹き替え
- ボビー・クーパー - ショーン・ペン（山路和弘）
- グレース・マッケンナ - ジェニファー・ロペス（杉村理加）
- ジェイク・マッケンナ - ニック・ノルティ（池田勝）
- トビー・N・タッカー（TNT） - ホアキン・フェニックス（平田広明）
- ダレル - ビリー・ボブ・ソーントン（玄田哲章）
- ポッター保安官 - パワーズ・ブース（土師孝也）
- 盲目の男 - ジョン・ヴォイト（佐々木梅治）
- ジェニー - クレア・デインズ（氷上恭子）
- バス停の娘 - リヴ・タイラー（湯屋敦子）

## 評価
レビュー・アグリゲーターのRotten Tomatoesでは50件のレビューで支持率は60%、平均点は6.10/10となった。Metacriticでは20件のレビューを基に加重平均値が54/100となった。